# Homer sám doma
Homer sám doma (v anglickém originále Homer Alone) je 15. díl 3. řady (celkem 50.) amerického animovaného seriálu Simpsonovi. Scénář napsal David M. Stern a díl režíroval Mark Kirkland. V USA měl premiéru dne 6. února 1992 na stanici Fox Broadcasting Company a v Česku byl poprvé vysílán 4. února 1994 na stanici ČT1.

## Děj
Marge je vystresovaná z domácích prací a vyřizování záležitostí pro rodinu a během rozhlasového pořadu uslyší krutý žert DJ Billa a Martyho. Když Maggie nešťastnou náhodou rozbije kojeneckou láhev, všude rozstříkne mléko. Marge náhle přeskočí a zablokuje dopravu tím, že zastaví autem přes oba jízdní pruhy mostu. Když ji policie nedokáže přesvědčit, aby most uvolnila, Homer ji přemluví, aby se vzdala, a je zatčena. Protože ženy ve městě s Marginou situací soucítí, starosta Quimby nařídí její propuštění i přes námitky náčelníka Wigguma. 
Marge tráví sama dovolenou v lázních Rancho Relaxo. Barta a Lízu nechá s Patty a Selmou, Maggie zůstane doma s Homerem. Marge si užívá tolik potřebného odpočinku, zatímco zbytek rodiny se těžko přizpůsobuje životu bez ní. Homer zjišťuje, že je osamělý a nedokáže se o Maggie postarat. Bartovi a Líze se nelíbí bydlení s Patty a Selmou, protože hlasitě chrápou, sledují MacGyvera a Divorce Court a k jídlu jim servírují sendviče a sójové mléko. 
Maggie, rozrušená matčinou nepřítomností, se odplazí z domu, aby našla Marge. Když ji Homer a Barney nemohou najít, zavolá Homer na linku pro pohřešované děti. Maggie je nalezena na střeše zmrzlinárny a vrácena Homerovi, zatímco Marge opouští lázně. Jakmile Marge přijede zpět, najde svou opuštěnou a rozvrácenou rodinu, která na ni čeká na vlakovém nástupišti. Večer, zatímco Homer a děti spí vedle ní, jim Marge řekne, že potřebuje jejich pomoc v domácnosti; oni ji ujistí, že se nemá čeho bát.

## Produkce
Autorem dílu je David M. Stern. Všiml si, že většina scenáristů předkládá příběhy o Bartovi a Homerovi, a napadlo ho, že „hlubší komediální žíly“ by se dalo dosáhnout tím, že by Marge utrpěla nervové zhroucení. Výkonný producent James L. Brooks nápad okamžitě schválil. Původně se Marge vydala na cestu do ústavu pro matky v nouzi, aby mohli ukázat, „co Marge trápí“. Zápletka však nebyla při společném čtení epizody přijata dobře. 
Scenáristé pak velkou část dílu přepsali a ústav změnili na lázně. Přidali také video vystoupení fiktivního herce Troye McClura, kterého namluvil Phil Hartman. Podle výkonného producenta Ala Jeana scenáristé často používali McClura jako „panické tlačítko“, když měli pocit, že díl potřebuje více humoru. Název epizody je hříčkou s filmem Sám doma z roku 1990; bratr Davida Sterna Daniel si ve filmu zahrál jednu z hlavních záporných postaví.
Epizodu režíroval Mark Kirkland. Ve scéně na vlakovém nádraží, kdy Marge odjíždí do Rancho Relaxo, se krátce objeví postava vymodelovaná podle režiséra Simpsonových Jima Reardona. Reardon nemá rád létání a jezdil vlakem, kdykoli to bylo možné, takže se ho animátoři vždy snažili zahrnout do scén na nádraží. Susie Dietterová působila jako asistentka režie dílu a animovala několik scén pro dílčí zápletku s Bartem, Lízou, Patty a Selmou. Ve scéně, kde Homer zpívá píseň Maggie, byl navržen tak, aby vypadal rozcuchaně, protože scenáristé chtěli, aby vypadal opilý, ačkoli na to nikdo neupozorňoval.

## Kulturní odkazy
Začátek epizody, kdy Homer pronásleduje Barta, je odkazem na kreslený seriál Warner Bros. Kojot Wilda a pták Uličník. Během ní jsou Bartova a Homerova vědecká jména uvedena jako Brat'us Don'thaveacow'us, respektive Homo Neanderthal'us. Pozadí v pasáži odkazuje na tradici Hanny-Barbery používat pozadí stále dokola a vytvářet dojem, že jde o „nekonečný obývací pokoj“. Scéna, v níž je Marge rezervováno místo ve vězení, odkazuje na film bratří Coenů Potíže s Arizonou.
Píseň, jež hraje, když Homer čeká na lince pro pohřešované děti, je „Baby Come Back“ od Playeru. Jeden z filmů, které jsou k dispozici na Rancho Relaxo, je Thelma a Louise, na který se Marge nakonec dívá. Homer sám doma je první epizoda Simpsonových, jež ukazuje Pattyinu a Selminu zálibu v MacGyverovi, a Selma říká: „Richard Dean Anderson bude dnes v noci v mých snech.“.

## Přijetí
V původním vysílání 6. února 1992 na stanici Fox dosáhla epizoda ratingu 14,2 podle Nielsenu a sledovalo ji přibližně 13,08 milionu diváků. V týdnu od 3. do 9. února 1992 se umístila na 25. místě v žebříčku sledovanosti, průměrné umístění dílů této řady byla 37. pozice. Simpsonovi byli v tomto týdnu nejsledovanějším pořadem na stanici Fox.
Po odvysílání díl získal od kritiků vesměs pozitivní hodnocení. Autoři knihy I Can't Believe It's a Bigger and Better Updated Unofficial Simpsons Guide, Warren Martyn a Adrian Wood, napsali: „Po prvních několika minutách se tato epizoda stává méně o Marge než o tom, jak na ni rodina spoléhá. Trýznivé chvíle Barta a Lízy u Patty a Selmy jsou úžasné… ale nejlepší vtipy přináší Homerova ztráta Maggie a vymýšlení, co říct Marge po jejím návratu.“.
Colin Jacobson z DVD Movie Guide se domníval, že díl „se blíží k tomu, aby se seriál ocitl ve vyjetých kolejích, protože tak trochu nabízí další iteraci tématu Homer je špatný otec. Důraz na Marginy problémy ji však odlišuje a je také zábavné vidět život u Patty a Selmy. Je to další solidní díl.“ Nate Meyers z Digitally Obsessed ohodnotil epizodu známkou 3 z 5 a napsal: „Díl slouží jen k tomu, aby ukázal to, co je už zřejmé: že Marge drží rodinu pohromadě. Je zábavné sledovat Homera, jak se potýká s nejzákladnějšími rodičovskými dovednostmi, ale děje se tak na úkor všech ostatních epizod této řady, které ukazují, že je dobrým otcem (i když chybujícím). Přesto je hezké vidět, že Marge dostala svůj vlastní díl.“.